# María Mercedes Álvarez Pontón
María Mercedes Álvarez Pontón (* 20. Juli 1976 in Revilla de Camargo, Kantabrien) ist eine spanische Distanzreiterin.
Sie lebt in Spanien und Dubai (Vereinigte Arabische Emirate), wo sie mit dem Juma's Team trainiert. Ihr Ehemann Jaume Punti-Dachs hat ebenfalls an internationalen Distanzritten teilgenommen und ist Trainer. Ihr Wallach Nobby ist ein 1995 in Frankreich geborener Vollblutaraber.

## Erfolge
Sie wurde mit Nobby zweimal Weltmeisterin im Distanzreiten in Terengganu 2008 (Einzel) und im Rahmen der Weltreiterspiele in Lexington 2010, wiederum im Einzelwettbewerb. 2012 erreichte sie mit Nobby bei den Weltmeisterschaften in Euston Park, Großbritannien den 4. Platz.
Bei Europameisterschaften gewann sie in den Einzelwettbewerben 2009 in Asís, Italien die Goldmedaille und 2007 in Baroca d’Alva, Portugal die Bronzemedaille.
Mit Ramses de la Rotja gewann sie 2014 in Bàscara, Spanien den CEI3* über 160 Meilen.
2011 erhielt sie die Silver Medal of the Royal Order of Sports Merit in Spanien.